# Wynagrodzenia za wypożyczenia biblioteczne
Wynagrodzenia za wypożyczenia biblioteczne (ang. Public Lending Right, PLR) – program, którego celem jest zrekompensowanie autorom lub innym właścicielom praw autorskich potencjalnej utraty dochodów ze sprzedaży ich książek, gdy te są za darmo udostępniane czytelnikom w bibliotekach publicznych.

## Kontekst prawny
Angielski termin Public Lending Right jest rozumiany w dwóch ujęciach:
- węższym, jako prawo publicznego użyczenia, czyli jedno z praw autorskich, które daje ich właścicielowi praw autorskich możliwość decydowania o dopuszczeniu do wypożyczania dzieła objętego tymi prawami.
- szerszym, jako prawo do wynagrodzenia za wypożyczenia, gwarantujące autorowi lub innej osobie, niekoniecznie będącej posiadaczem praw autorskich, materialną rekompensatę za publiczne wypożyczanie utworów[2].

PLR jest w Unii częścią prawa autorskiego, a system wynagrodzeń za wypożyczenia biblioteczne w Unii Europejskiej reguluje Dyrektywa Rady 92/100/EWG z 19 listopada 1992 r. w sprawie prawa najmu i użyczenia oraz niektórych praw pokrewnych prawu autorskiemu w zakresie własności intelektualnej. W Australii system wynagrodzeń za wypożyczenia jest oparty na oddzielnej ustawę, natomiast w Kanadzie jest programem wsparcia kulturalnego.

## Historia

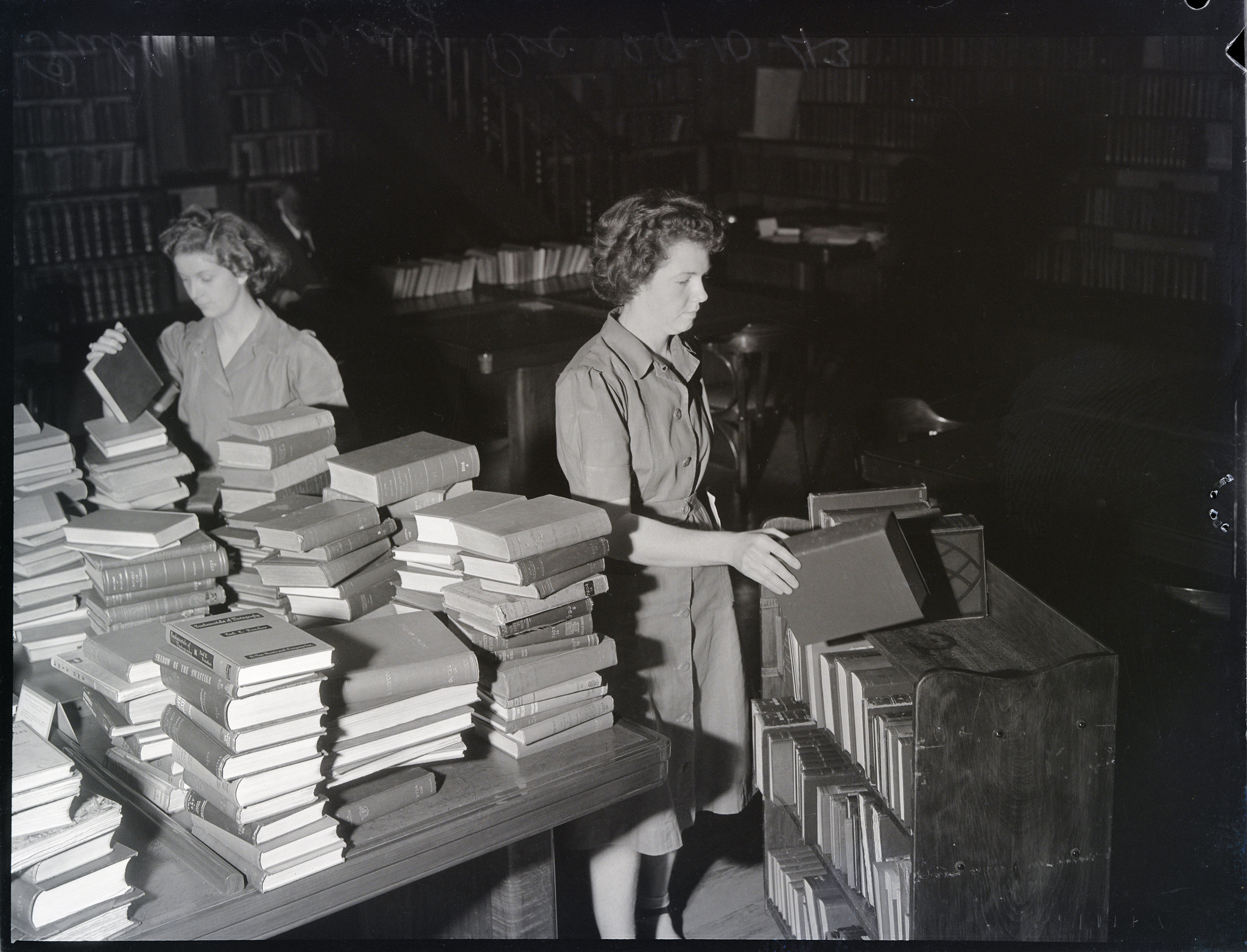
Wypożyczanie książek w bibliotece państwowej w Nowej Południowej Walii (1943)

Dynamiczny rozwój bibliotek publicznych i rynku wydawniczego w XIX i XX wieku sprawił, że pojawiły się obawy, że darmowe udostępnianie książek czytelnikom może być poważnym zagrożeniem dla dochodów pisarzy i wydawców. Do narodzenia się idei wynagrodzeń bibliotecznych przyczynił się także rozwój idei praw autorskich, jak również większe zaangażowanie państw narodowych w politykę kulturalną.
W 1883 roku Generalne Stowarzyszenie Pisarzy Niemieckich w Darmstadt wystosowało rezolucję, w której domagało się ustanowienia dla autorów wynagrodzeń za wypożyczanie ich książek przez biblioteki. Podobny pogląd wyraziła, w 1917 roku podczas dorocznej konferencji Stowarzyszenia Bibliotekarzy Duńskich, pisarka Thit Jensen. Zgłosiła propozycję, aby za każdą wypożyczoną książkę biblioteki wypłacały Stowarzyszeniu Bibliotekarzy Duńskich sumę pięciu øre. Już wtedy przedstawiona koncepcja napotkała ogromny opór, zwłaszcza bibliotekarzy.
Jako pierwsza system wynagrodzeń wprowadziła Dania, w 1946 roku, po niej Norwegia w 1947 oraz Szwecja w 1956. Obecnie na świecie system wynagrodzeń za wypożyczenia biblioteczne wprowadziło 35 krajów, w tym Polska w 2015 roku. Większość z krajów znajduje się w Europie, poza tym system PLR wprowadziła m.in. Australia, Izrael, Kanada i Nowa Zelandia.
Jak zauważa organizacja PLR International, wynagrodzenia za wypożyczenia biblioteczne w wielu krajach stanowią znaczące źródło dochodów dla twórców.

## Sposób działania
Nie istnieje jeden sposób obliczania i dystrybucji wynagrodzeń za wypożyczenia biblioteczne, ponieważ w zależności od kraju, stosowana jest kombinacja różnych zasad i warunków. W większości krajów fundusze przeznaczone na wynagrodzenia pochodzą z budżetów państwa, a nie z funduszy bibliotek (wyjątkiem jest tutaj jednak Holandia).

### Obliczanie kwoty wynagrodzenia
Generalnie, wysokość wynagrodzenia dla poszczególnego autora wyliczana jest w zależności od:
- liczby wszystkich wypożyczeń jego książki, np. w systemie w Wielkiej Brytanii, w Niemczech, Holandii i Szwecji.
- liczby wszystkich książek autora posiadanych przez biblioteki, np. w Kanadzie, Danii lub w Australii.
- liczby książek autora sprzedanych w księgarniach, np. we Francji.

Fundusze z budżetu państwa mogą być ustalane na podstawie liczby zarejestrowanych użytkowników bibliotek w danym roku.
W niektórych krajach do wynagrodzeń za wypożyczenia biblioteczne zostały włączone również cyfrowe wypożyczenia biblioteczne, tzn. pisarze otrzymują wynagrodzenie nie tylko za wypożyczenia biblioteczne książek papierowych, ale również elektronicznych (e-booków i audiobooków). Takie rozwiązania do tej pory wprowadzono w Kanadzie (2016), Danii (2018) oraz w Wielkiej Brytanii (2018).

### Dystrybucja wynagrodzeń
Wynagrodzenia za wypożyczenia mogą być dystrybuowane w formie:
- bezpośredniego wynagrodzenia dla autora, tak jak w Danii.
- emerytur dla autorów, jak np. w Niemczech czy we Francji.
- stypendiów i grantów, jak np. w Norwegii, we Włoszech czy na Cyprze.

### Administrowanie systemem
Systemem wynagrodzeń za wypożyczenia mogą zarządzać:
- rządowe agencje, np. w Danii, Australii.
- biblioteki narodowe, np. w Nowej Zelandii, Wielkiej Brytanii.
- organizacje reprezentujące interesy autorów, np. w Szwecji, Norwegii, Niemczech

### Uprawnienia do wynagrodzeń
W zależności od kraju, wynagrodzenia otrzymują:
- autorzy piszący w językach narodowych krajów – system wynagrodzeń jest wtedy uważany za instrument wsparcia dla narodowych kultur, na przykład w krajach skandynawskich
- autorzy, którzy są obywatelami kraju, niezależnie od języka, np. w Kanadzie czy Australii.
- autorzy fotografii i ilustracji, tłumacze, redaktorzy, a także wydawcy.

## System wynagrodzeń w Polsce
Na podstawie ustawy z 11 września 2015 roku, nowelizującej prawo autorskie w Polsce, od 2016 roku wprowadzono system wynagrodzeń za wypożyczenia biblioteczne dla polskich pisarzy, tłumaczy, ilustratorów i wydawców. System nie obejmuje twórców zagranicznych oraz nie dotyczy zbiorów udostępnianych na terenie biblioteki. Za podział i wypłaty wynagrodzeń odpowiada Stowarzyszenie Autorów i Wydawców COPYRIGHT POLSKA, wyznaczone przez Ministerstwo Kultury i Dziedzictwa Narodowego.
Suma przeznaczona każdego roku na wynagrodzenia jest równowartością 5% kwoty wydanej na zakupy biblioteczne w roku poprzednim. Środki na wynagrodzenia pochodzą z Funduszu Promocji Kultury. Zgodnie z ustawą, 75% wynagrodzeń jest wypłacana twórcom utworu, a 25% wydawcom.
Wysokość wynagrodzeń jest obliczana na podstawie danych dot. wypożyczeń zebranych w danym roku w wybranych bibliotekach publicznych.

## Krytyka
Pierwsze wieści o pomyśle wprowadzenia wynagrodzeń za wypożyczenia wywołały falę negatywnych komentarzy wśród obywateli, głównie ze względu na potencjalne ryzyko obciążenia kosztami finansowymi użytkowników bibliotek. Międzynarodowa organizacja bibliotekarzy IFLA wydała oficjalne stanowisko w kwestii PLR, zdecydowanie mu się sprzeciwiając. Konsekwencji wprowadzenia PLR obawia się także Stowarzyszenie Bibliotekarzy Polskich. Nie jest ono przeciwne samemu wprowadzeniu tego systemu, natomiast sprzeciwia się obciążeniu opłatami użytkowników oraz zmniejszeniu z tego tytułu funduszy bibliotek.